# Song Aiqin
Song Aiqin (* 27. Dezember 1970) ist eine frühere chinesische Biathletin und Skilangläuferin. Sie nahm an jeweils zwei Olympischen Winterspielen und Biathlon-Weltmeisterschaften teil.
Song, Studentin aus Dalian, betrieb seit Ende der 1980er Jahre Biathlon. Sie startete erstmals in Feistritz bei den Biathlon-Weltmeisterschaften 1988 und bestritt dort das Sprintrennen, in dem sie 40. wurde. Im folgenden Jahr holte sie bei der Winter-Universiade in Sofia Bronze im Sprint. Im März 1990 gewann sie im Skilanglauf bei den Winter-Asienspielen in Sapporo die Silbermedaille mit der Staffel. Bei den Olympischen Winterspielen 1992 von Albertville wurde Song in allen drei Rennen eingesetzt. Im Einzel erreichte sie den 30., im Sprint den 29. und mit der Staffel den 12. Rang. Auch bei den Olympischen Winterspielen 1994 von Lillehammer trat sie erneut in allen drei Rennen an. Im Einzel kam sie auf Platz 39, im Sprint wurde die Chinesin 23. und 14. mit der Staffel. 1995 lief Song ihre zweite Weltmeisterschaft. Mit dem achten Platz im Einzel erreichte sie ihr bestes internationales Ergebnis überhaupt. Im Sprint kam ein 42. Platz hinzu, mit der Staffel, zu der auch Sun Ribo, Liu Jinfeng und Wang Jinfen gehörten, erreichte sie Platz zehn. Bei den Winter-Asienspielen 1996 in Harbin holte sie Gold mit der Staffel. Im Biathlon-Weltcup lief Song regelmäßig von 1993 bis 1995. In Oberhof wurde sie in ihrem ersten Einzel 29. Nur zweimal, immer im Rahmen von Großereignissen, kam sie auf Punkteränge.

## Biathlon-Weltcup-Platzierungen
| Platzierung | Einzel | Sprint | Verfolgung | Massenstart | Team | Staffel | Gesamt |
| ----------- | ------ | ------ | ---------- | ----------- | ---- | ------- | ------ |
| 1. Platz    |        |        |            |             |      |         |        |
| 2. Platz    |        |        |            |             |      |         |        |
| 3. Platz    |        |        |            |             |      |         |        |
| Top 10      | 1      |        |            |             |      | 1       | 2      |
| Punkte      | 1      | 1      |            |             |      | 3       | 5      |
| Starts      | 11     | 12     |            |             |      | 3       | 26     |

(Angaben sind nicht vollständig)